# 柯宾·斯特朗

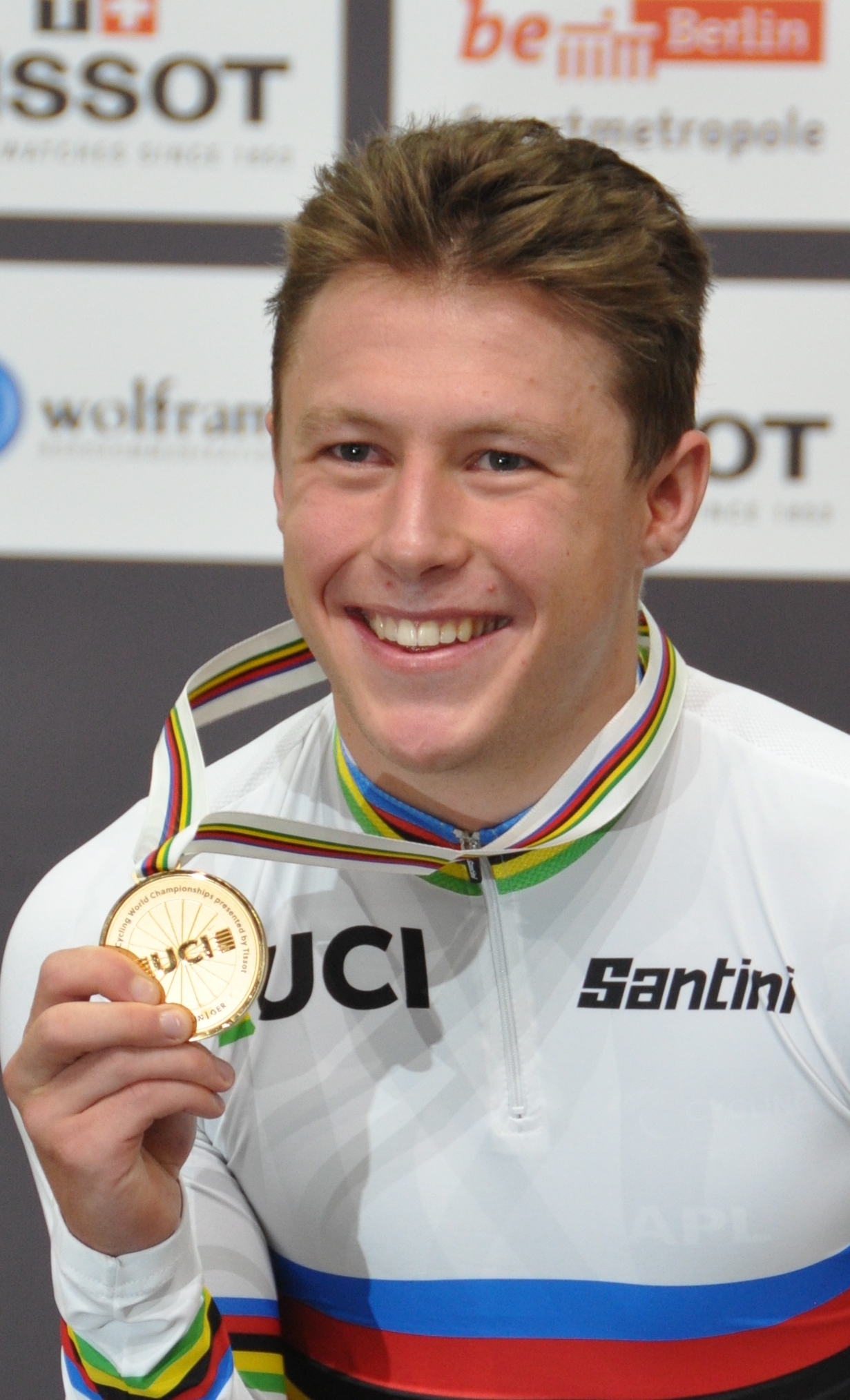
柯宾·斯特朗

柯宾·斯特朗（英語：Corbin Strong，2000年4月30日—）是一名新西兰公路和场地自行车运动员，2020年开始为SEG Racing Academy效力。他曾在2020年世界场地自行车锦标赛上获得男子记分赛冠军和男子团体追逐赛亚军。